# Продовольственная стратегия
Продовольственная стратегия — это термин, который относится к политическим аспектам производства и распределения продуктов питания. Государство может регулировать, какие продукты нужно производить и как контролировать распределение и потребление питательных веществ.
Государство может устанавливать правила обращения с пищевыми продуктами и цены на определённые продукты или запрещать употребление определённых продуктов питания для определённых групп людей. Таким образом, детям чаще всего запрещено пить алкоголь (и также курить сигареты).
Это целостный план, целью которого является регулирование производства продуктов питания, включая логистику, функционирование рынка и способы минимизации отходов, выделяемых в процессе производства.
В задачи стратегов входят все меры и процессы производства продуктов питания: добыча пищевого сырья, проектирование производства, переработки, распределения и потребления продуктов питания и также пропаганда здорового питания.
Политика в области питания является частью политики защиты прав потребителей и направлена на достижение экономически эффективного взаимодействия всех компонентов цепочки продовольственного снабжения.